# Ian Haugland
Jan-Håkan „Ian“ Haugland (* 13. srpna 1964 Storslett, Norsko) je norsko-švédský rockový bubeník, nejznámější pro své působení ve skupině Europe.

## Život
Haugland se narodil ve městě Storslett na severu Tromsu v Norsku. Když mu bylo osm měsíců, přestěhoval se s rodinou na předměstí Stockholmu ve Švédsku.
Jako dítě od svého staršího bratra poslouchal skupiny Deep Purple a Black Sabbath. Haugland se ve svých 12 letech začal o bicí zajímat, když slyšel bubeníka Cozyho Powella na albu Rising od Rainbow. Následující rok dostal svou první bicí soupravu.
V létě 1984 přišel do skupiny Europe, kde nahradil původního bubeníka Tonyho Rena. Krátce před příchodem do Europe byl bubeníkem u kytaristy Yngwiena Malmsteena.
Krátce po rozpadu Europe v roce 1992 Haugland spolupracoval a hrál s Johnem Norumem, Brazen Abbot a Glennem Hughesem. V roce 2003 se připojil ke shledání skupiny Europe.
Když není ve studiu nebo na turné, pracuje jako rozhlasový moderátor.
Jeho oblíbené skupiny jsou Deep Purple, Rush, Led Zeppelin, Black Sabbath a Aerosmith.

## Osobní život
Haugland žije na předměstí Stockholmu. Se svou bývalou manželkou má tři děti: Simon (zemřel v roce 2017), Jannie a Linnéa.
Haugland začal koncem 80. let plešatět a nakonec si hlavu oholil.

## Vybavení
Haugland používá bicí Ludwig, činely Paiste a paličky ProMark. Dříve používal bicí značky Tama a Yamaha.